# Высоковский замок

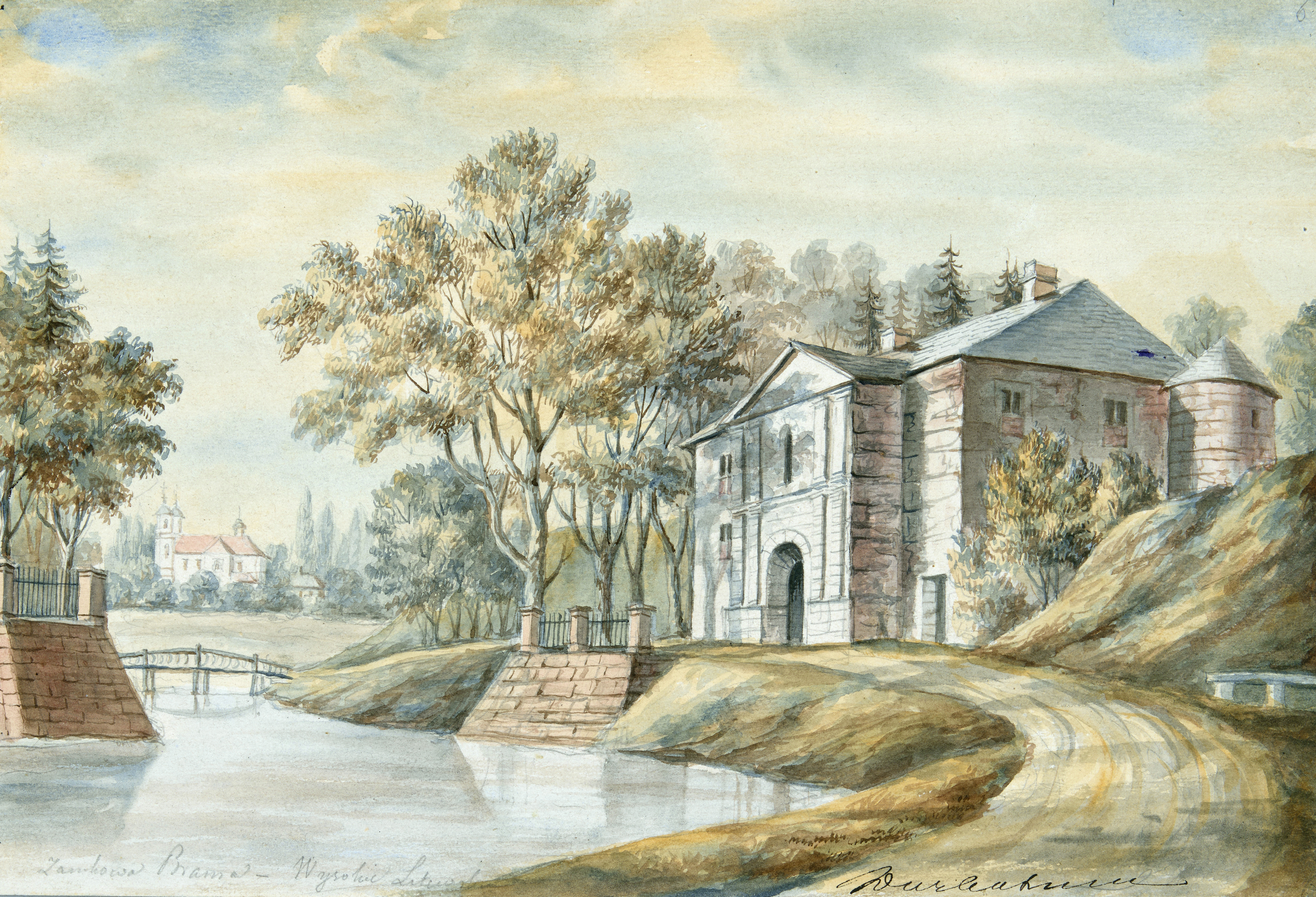
Н.Орда. Высоко-Литовск (Замковые ворота). 2-я пол. XIX века

Высоковский замок (бел. Высокаўскі замак) — замок существовавший в XVII—XVIII столетиях в г. Высокое Каменецкого района Брестской области Беларуси.

## История
Замок был построен в середине XVII века, вероятно, при витебском воеводе Павле Сапеге.
Земляные укрепления с бастионами были возведены на высоком правом берегу реки Пульва. Замок был со всех сторон окружён водой. С северо-востока, где располагались ворота, имелся широкий пруд. Через него был перекинут подъемный мост, ведущий к 2-этажной кирпичной башне с тремя воротами, находящейся в толще земляного вала. В ней размещались кордегардия, арсенал и подъемный механизм моста. Справа и слева от ворот находились два мощных бастиона и две куртины. Небольшие бастионы были также с севера и с запада. На большом замковом детинце стояли деревянный дворец и хозяйственные помещения.
Во время Русско-польской войны 1654—1667 годов и Северной войны замок сильно пострадал, но позже был восстановлен.

## Современное состояние
До нашего времени сохранились земляные валы замка и руины его ворот. Археологические исследования укреплений высоковского замка проводились в 1977 году под руководством М. А. Ткачева.